# Hans Liepmann (Schriftsteller)
Hans Karl Liepmann (* 8. April 1901 in Diedersdorf, Landkreis Teltow-Fläming; † 24. Dezember 1991 in Wolfsburg) war ein deutscher Jagdschriftsteller.

## Leben
Er war der Sohn des Gutspächters Carl Victor Liepmann (1866–1940) und der Else Eva geb. Hoffmann (1876–1954). Ab 1911 wuchs Liepmann in Scharfenbrück auf, wo sein Vater das Gut erworben hatte, und sammelte hier von seinem 13. Lebensjahr an die ersten Jagderfahrungen. Er erlernte den Beruf des Landwirts und arbeitete in den 1930er Jahren als Verwalter des Gutes Pressel-Winkelmühle für den Gutsbesitzer und Politiker Günther Gereke. In Pressel heiratete Liepmann 1934 Gertraud Sprung (1908–1997); sie hatten zwei Söhne Hänne, Peter (genannt „Moff“) und eine Tochter Christa (genannt „Pütz“). 1937 erwarb er in Gollin bei Deutsch-Krone einen Landwirtschaftsbetrieb. Nebenher übernahm er 1940 die Verwaltung der benachbarten Domäne Birkholz. 1945 schlug sich Liepmann durch das von Sowjetsoldaten und Polen okkupierte Land bis nach Sachsen-Anhalt durch, wo sich seine schon geflüchtete Familie aufhielt. Hier baute er sich als Neubauer in Zabitz (Freist) eine neue Existenz auf.
Auf Grund eines Unfalls 1949 erlitt Liepmann eine temporäre Querschnittlähmung und konnte daher nicht mehr als Landwirt tätig sein. Nach einjähriger Behandlung und eisernem Willen konnte er zeitlebens zumindest noch auf Krücken oder am Geländer laufen.
Auf der Jagd nutze er einen umgebauten VW Käfer und später pragmatisch einen Campingstuhl, da er nicht alleine stehen konnte.
Er begann stattdessen verbotenerweise für land- und forstwirtschaftliche Zeitungen in der neu gegründeten Bundesrepublik Deutschland zu schreiben. Unter anderem aufgrund der latenten Gefahr für ihn und seine Familie dadurch flüchtete Liepmann mit seinen Angehörigen 1953 nach Westdeutschland. Hier wurde er mit insgesamt 18 Büchern (zwei davon postum erschienen) und Zeitungsbeiträgen zu einem produktiven Jagdschriftsteller. Viele seiner Werke sind biografischen Inhalts.
Bis ins hohe Alter blieb Liepmann trotz seines körperlichen Handicaps ein leidenschaftlicher Jäger. Als Schriftsteller hatte er u. a. Kontakt mit Arno Schmidt und Ludwig Benedikt Freiherr von Cramer-Klett.

## Werke
- Jäger sind auch nur Menschen (1959, 1982)
- Jäger sind glückliche Menschen (1960, 1983)
- Jagen zu dürfen. Sehnsucht und Erfüllung (1961)
- Fährten und Flausen (1962)
- Wildschaden im Felde (1963)
- Jagdgeschichten auch für Nichtjäger (1964)
- Geliebter Wilderer (1964)
- Jäger sind zähe Menschen (1965)
- Jagen und Hegen (1967)
- Treffer und Ausreisser (1970)
- Geliebte Beute (1978)
- Randschrote: Gereimtes und Ungereimtes (1979)
- Um einen Kronenhirsch (1985)
- Schon meine Ahnen jagten (1989)
- Mein Ellernhof. Ein unerfüllter Wunschtraum (1991)
- Und wenn es nicht ums Jagrn wäre (1998)
- Spurensuche ... und andere Jagdgeschichten (2001)